# Frédille
Frédille är en kommun i departementet Indre i regionen Centre-Val de Loire i de centrala delarna av Frankrike. Kommunen ligger i kantonen Écueillé som tillhör arrondissementet Châteauroux. År 2022 hade Frédille 76 invånare.

## Befolkningsutveckling
Antalet invånare i kommunen Frédille
Referens:INSEE